# Grabschändung

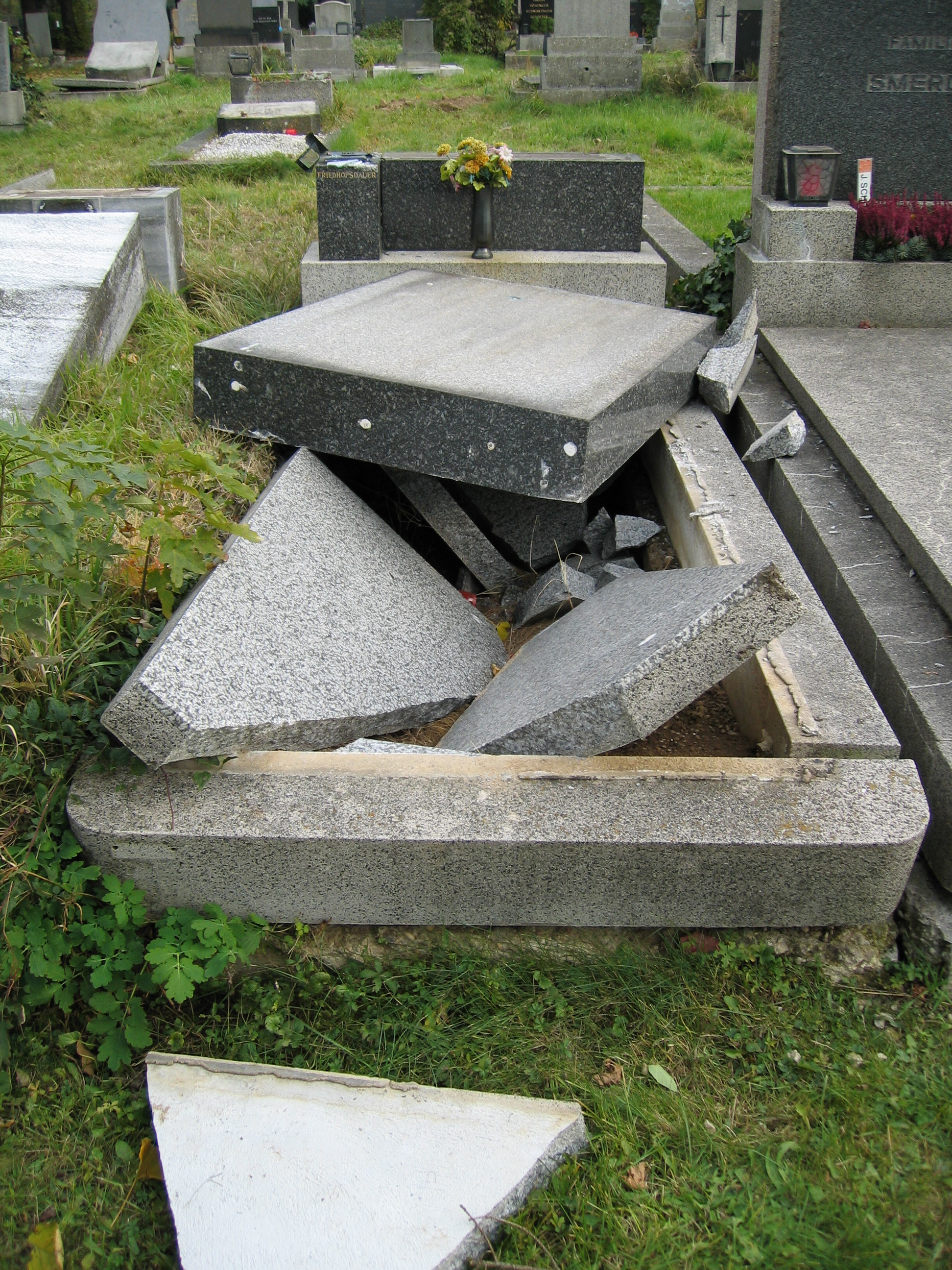
Zerstörte Gräber am Meidlinger Friedhof

Grabschändung bezeichnet das mutwillige Zerstören oder Beschädigen von Gräbern.
Im Gegensatz zum Grabraub handelt es sich meist um reinen Vandalismus. Grabschändung ist in Deutschland nach § 168 StGB und in Österreich nach § 190 StGB als Störung der Totenruhe eine Straftat. Bzgl. der deutschen Rechtslage wird kontrovers diskutiert, ob hierzu auch das Entfernen von (Blumen)schmuck gehört, da nach herrschender Ansicht das verletzte Rechtsgut das Pietätsgefühl der Angehörigen sowie der Gesellschaft durch das fortwirkende Persönlichkeitsrecht des Verstorbenen über den Tod hinaus (Postmortales Persönlichkeitsrecht) ist. Jeder unerlaubte Eingriff in den Zustand eines Grabes stellt aber zumindest nach dem jeweiligen Ortsrecht (Friedhofsordnung) meist eine Ordnungswidrigkeit dar. Das unerlaubte Entfernen von Gegenständen von Gräbern kann darüber hinaus den Strafbestand des Diebstahls erfüllen.